# Манвел (Північна Дакота)
Манвел (англ. Manvel) — місто (англ. city) в США, в окрузі Гранд-Форкс штату Північна Дакота. Населення — 377 осіб (2020).

## Географія
Манвел розташований за координатами 48°4′21″ пн. ш. 97°10′40″ зх. д. / 48.07250° пн. ш. 97.17778° зх. д. (48.072623, -97.177914).  За даними Бюро перепису населення США в 2010 році місто мало площу 0,76 км², уся площа — суходіл.

## Демографія
Згідно з переписом 2010 року, у місті мешкало 360 осіб у 137 домогосподарствах у складі 102 родин. Густота населення становила 474 особи/км².  Було 149 помешкань (196/км²).
Расовий склад населення:
| - 99,2 % — білих - 0,3 % — корінних американців |

До двох чи більше рас належало 0,6 %. Частка іспаномовних становила 0,8 % від усіх жителів.
За віковим діапазоном населення розподілялося таким чином: 28,1 % — особи молодші 18 років, 62,7 % — особи у віці 18—64 років, 9,2 % — особи у віці 65 років та старші. Медіана віку мешканця становила 37,1 року. На 100 осіб жіночої статі у місті припадало 105,7 чоловіків;  на 100 жінок у віці від 18 років та старших — 103,9 чоловіків також старших 18 років.
Середній дохід на одне домашнє господарство  становив 70 709 доларів США (медіана — 61 375), а середній дохід на одну сім'ю — 78 238 доларів (медіана — 69 583). Медіана доходів становила 40 917 доларів для чоловіків та 35 781 долар для жінок. За межею бідності перебувало 8,1 % осіб, у тому числі 11,6 % дітей у віці до 18 років та 3,1 % осіб у віці 65 років та старших.
Цивільне працевлаштоване населення становило 240 осіб. Основні галузі зайнятості: освіта, охорона здоров'я та соціальна допомога — 27,1 %, будівництво — 16,3 %, роздрібна торгівля — 12,9 %.